# 트로카데로 정원
트로카데로 정원(프랑스어: jardins du Trocadéro)은 프랑스 파리 16구의 센강변에 위치한 정원이며 샤요 궁전과 접해 있다. 총 면적은 93,930 m2이다. 정원 남쪽의 이에나 다리를 건너면 에펠탑과 이어진다.
이 자리는 원래 1878년 파리 만국박람회를 위해 아돌프 알팡이 만든 트로카데로 궁전의 부속정원으로 쓰였으나 1937년 파리 세계박람회를 앞두고 해당 부지를 새로운 정원으로 꾸민 것이 지금까지 이어져 오고 있다. 2024년 파리 올림픽의 개막식 공식 행사도 이곳에 가설무대를 설치하여 진행될 예정이다.
파리 메트로 6호선, 9호선 환승역인 트로카데로역과 가장 가깝다.

## 역사

### 유래
트로카데로 정원은 본래 샤요 언덕이라 불리던 곳으로서, 중세시대에는 샤요성의 부속정원이었으며 17세기 들어서는 비자탕딘 드 샤요 수녀원 (couvent des Visitandines de Chaillot)이 들어섰다. 남쪽으로는 미님 드 샤이요 수녀원 (couvent des Minimes de Chaillot) 부지가 살짝 걸쳐 있었다.
1787년 페르미에르 제네로 성벽 건설로 비지탕딘 수녀원과 미님 수녀원이 서로 분리되었다. 그것을 경계로 안쪽 미님 수녀원 쪽은 파리 시의 영역에 들어갔고, 비지탕딘 수녀원 쪽은 파시 (Passy)라는 코뮌 관할 지역으로서 여전히 파리 근교로 남게 되었다. 1790년 두 수녀원이 폐쇄되고, 1794년에는 그르넬 평원의 화약고 폭발 사고의 여파로 비지탕딘 수녀원 건물이 파괴되었다. 이에 수녀원 부지는 국유화를 거쳐 여러 개인 소유자에게 매각됐다.
18세기 들어 빈 땅으로 남게 된 이곳을 개발하려는 노력이 프랑스 정부의 주도하에 끊임없이 이어졌다. 1813년에는 나폴레옹 전쟁 당시 예나 전투 승리를 기념하는 예나교 (Pont d'Iéna)가 완공되고, 왼편에는 군사학교가 들어서면서 이 일대에 엄숙한 기념공간을 만들어야 한다는 분위기가 조성됐다. 1811년~1813년경에는 루아 드 롬 궁전 (Palais du Roi de Rome) 건설을 위해 프랑스 정부에서 부지를 매입하였으나 계획이 무산되었다.
1824년에는 프랑스 왕실이 건축가 앙투안마리 페이르 (Antoine-Marie Peyre)에게 이곳 부지에 반원 형태의 로마풍 주택단지를 설계하라는 명을 내렸다. 단지 중앙에는 트로카데로 전투를 기념하는 오벨리스크와 대형 분수대가 세워질 전망이었다. 페이르의 설계안은 비록 실현에 이르지는 못했으나, 이후로도 이 일대는 트로카데로 전투를 기념하는 공간이란 성격이 부여되어 이 일대 지역명을 '트로카데로' (Trocadéro)로 칭하는 계기로 작용하였다. 1826년에는 샤요 언덕을 트로카데로 요새로 가정하여 전투를 재현하는 기념 행사가 열렸으며, 1869년 광장이 위쪽에 들어선 것도 정원 배치와 더불어 트로카데로 전투를 환유했다는 해석이다.
이후로도 1841년 앙투안 에텍스 (Antoine Étex)의 나폴레옹 영묘, 1841년 엑토르 모로 (Hector Moreau)의 나폴레옹 기념비 동상, 1848년 인민 궁전 (palais du peuple), 1856년 가브리엘 다비우 (Gabriel Davioud)의 개선문 설계안 등 기념물을 놓는 방안이 수차례 제기되었으나 그 중 어느 것도 실현되지는 못했다.

19세기 샤요 언덕 개발안 조감도
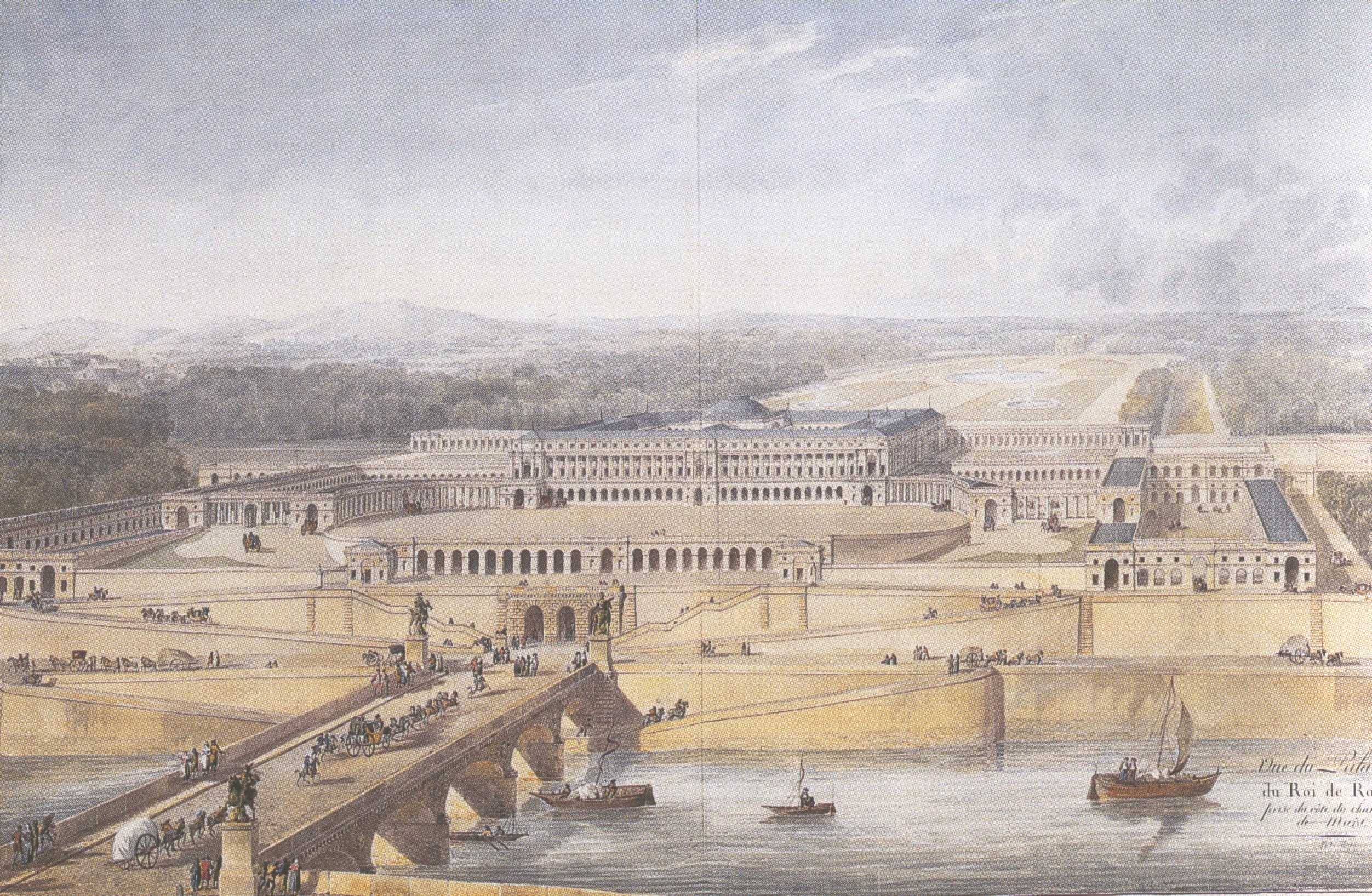
루아 드 롬 궁전 (1811년)
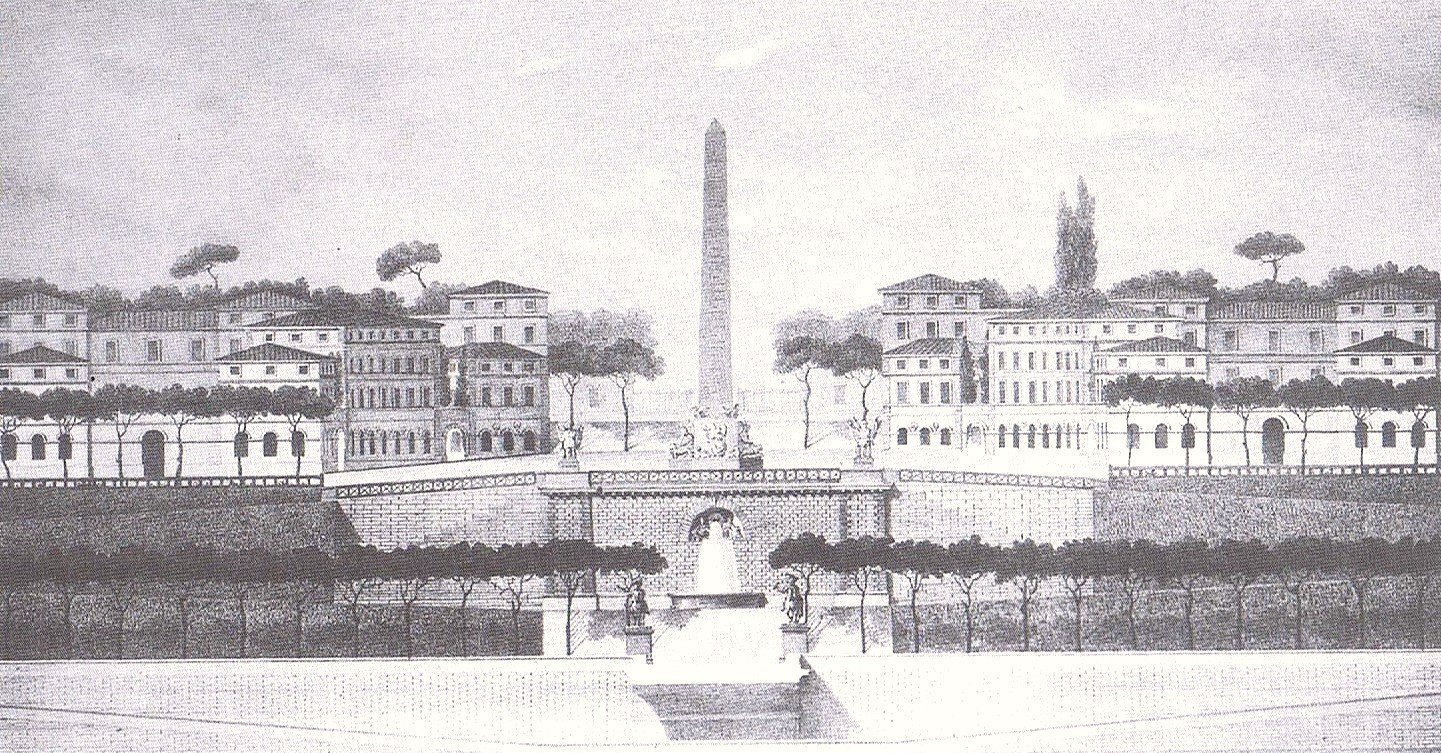
트로카데로 주택단지 (1824년)

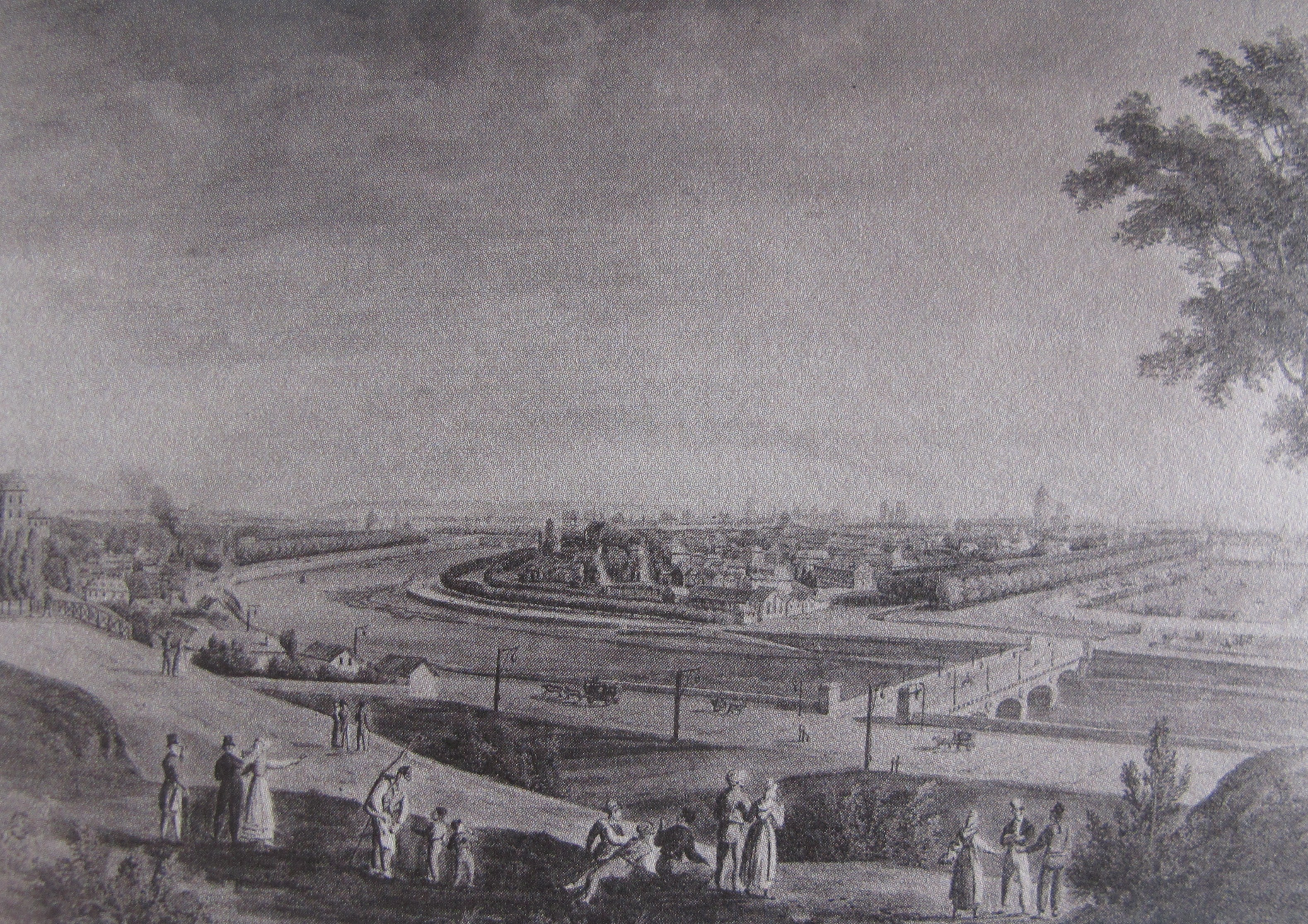
1830년경 샤요 언덕에서 본 풍경.

당시 샤요 언덕은 빈 땅이면서도 여러 대로와 거리가 교차하여 왕래가 잦았다. 우선 센강과 평행히 달리는 바타유로 (rue des Batailles)가 프랭클린 장벽 (오늘날 델레세르 거리)과 샤요 지구의 거리 (오늘날 예나 거리)를 잇고 있었고, 언덕을 따라 올라가는 두 개의 대칭 도로로 이뤄진 라 랑프 대로 (avenue de la rampe), 그리고 예나교로부터 이어지는 큰 도로가 트로카데로 광장 중앙변에 해당되는 지점에서 바타유로와 만나 T자형 가로망을 형성하고 있었다.
1860년 티에르 성벽의 건설로 파리의 시역이 확장되었고, 샤요 언덕 일대도 파리 관할 지역으로 완전히 속하게 되었다. 이에 따라 쓸모없어지게 된 기존의 페르미에르 제네르 성벽과 프랭클린 장벽, 옛 농지용 돌담, 바타유 장벽, 생마리 장벽 등이 1845년부터 철거에 들어갔다.
1867년 루아 드 롬 원형광장 (Place du Roi de Rome)이 언덕 자리에 건설되면서 고도가 3m 높아졌다. 1877년부터 트로카데로 광장 (Place du Trocadéro)이 만들어졌고, 남동쪽으로는 예나교의 축을 따라 계단이 만들어졌다. 1860년대 초에는 델레세르로 (지금의 델레세르 거리)와 예나 대로를 잇는 널찍한 도로가 조성됐다. 바타유로보다 센강변에 더 가까이 조성된 이 도로는 잔디밭으로 둘러싸여 있었다. 이러한 토목공사를 통해 샤요 언덕에 트로카데로 궁전이 건설되는 계기를 마련했고, 1878년 정원 건설의 토대로도 작용하였다.

트로카데로 정원의 변천사
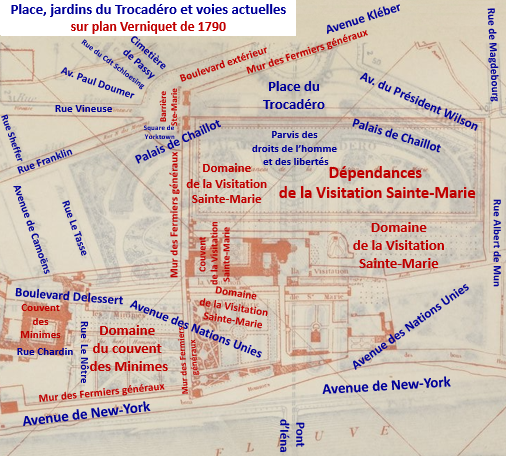
1790년 베르니케 설계도에 기반한 트로카데로 정원 구역
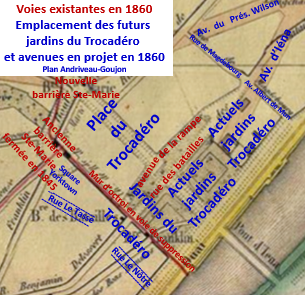
1860년 건설 계획에 따른 트로카데로 정원의 위치
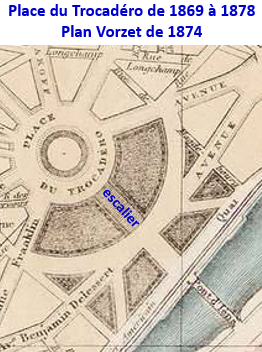
1869년~1878년 계획된 트로카데로 정원
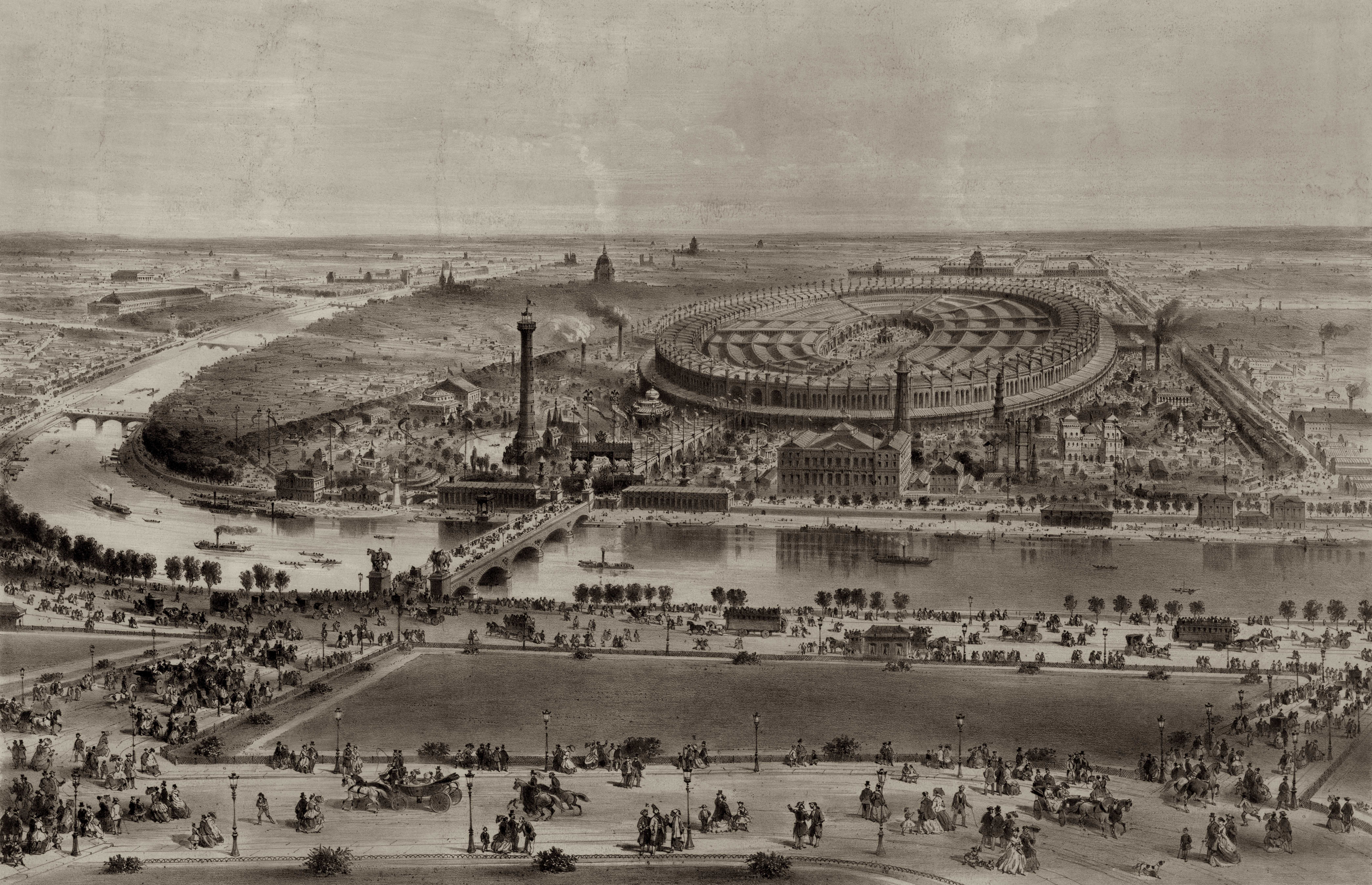
1867년 만국박람회 당시 트로카데로 정원 부지 전경
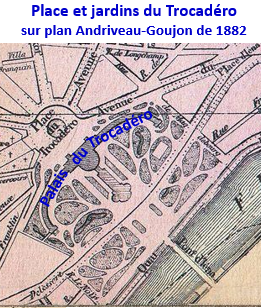
1882년 트로카데로 광장과 정원 계획도

### 1878년 만국 박람회
1878년 만국박람회 개최를 앞두고 트로카데로 광장 일대는 남동쪽 강변의 남는 공간과 통합되어 하나의 정원으로 재조성하는 계획이 추진되었다. 설계는 파리시의 정원과 분수 연출가로 유명했던 건축가 아돌프 알팡 (Adolphe Alphand)이 맡았다. 트로카데로 정원은 레오폴 아르디가 설계한 박람회장 '샹드마르 궁전' 방면으로 배치되어 분수를 중심으로 구성이 짜여졌다.
분수대 주변으로는 오귀스트 카앵의 <황소상>과 피에르 루이 루야르의 <써레를 찬 말> (Cheval à la herse), 에마뉘엘 프레미에의 <갇혀 있는 어린 코끼리> (Le Jeune éléphant pris au piège), 앙리알프레 자크마르의 <코뿔소상>의 4개 조각상이 세워졌다. 이 가운데 3작품은 1985년 오르세 미술관으로, 나머지 1작품은 프랑스 님으로 이전되어 현재까지 전하고 있다. 또한 박람회 기간 동안 정원 지하에는 채석장이었던 공간을 활용해 거대한 민물 수족관이 조성되기도 하였다.

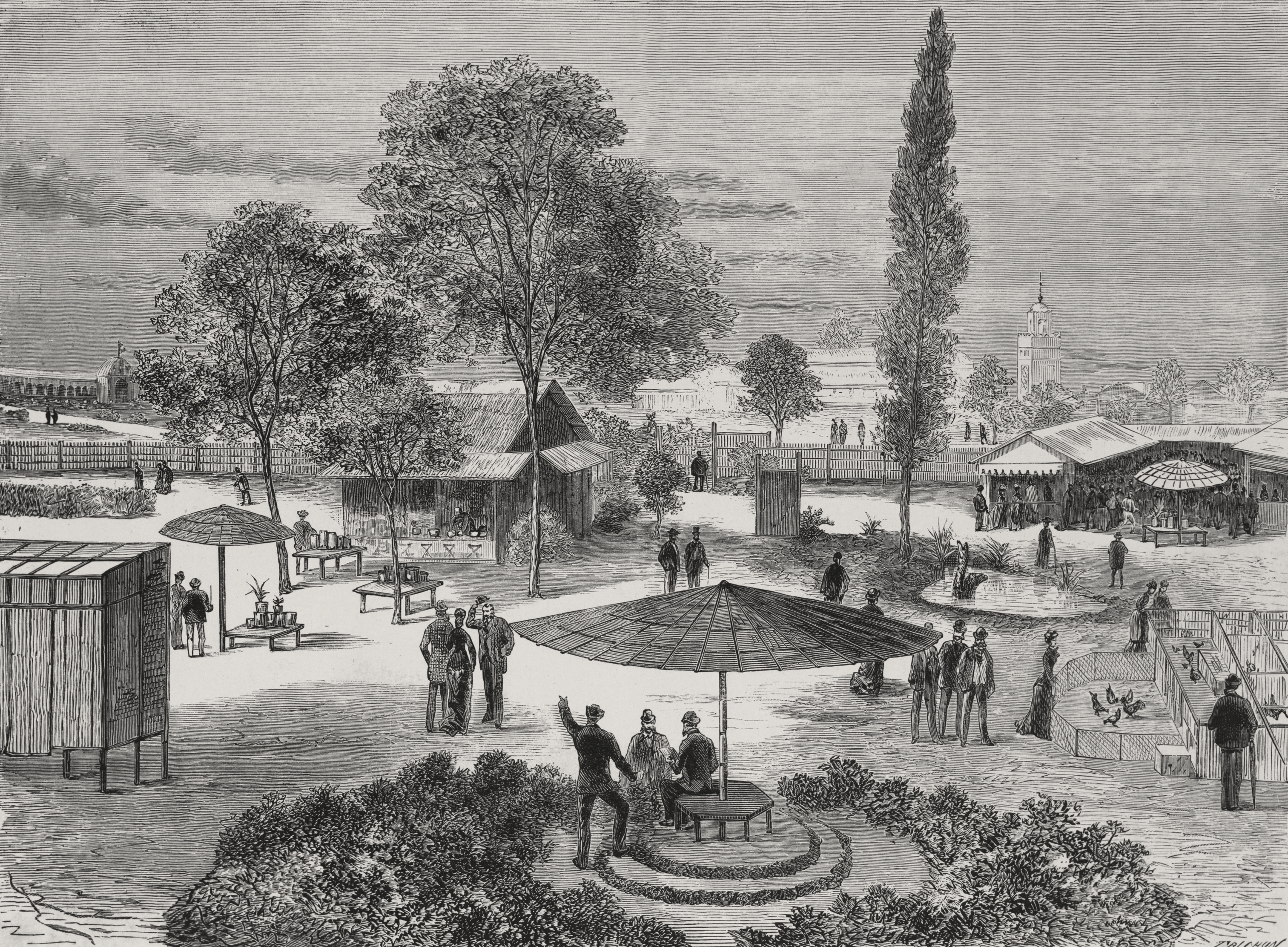
1878년 만국 박람회 당시 일본관과 트로카데로 정원 일대
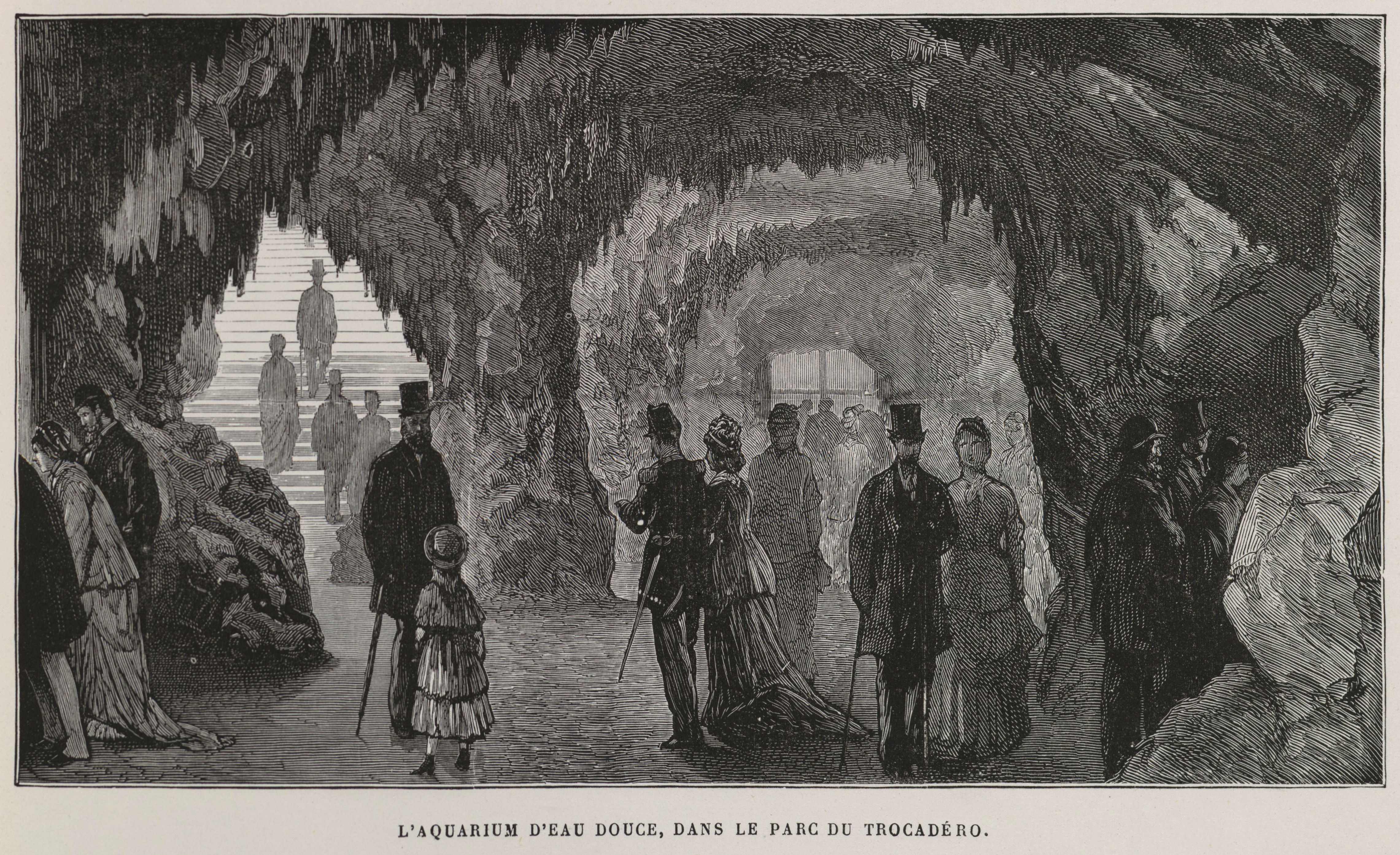
만국박람회의 일환으로 조성된 정원 지하의 민물 수족관
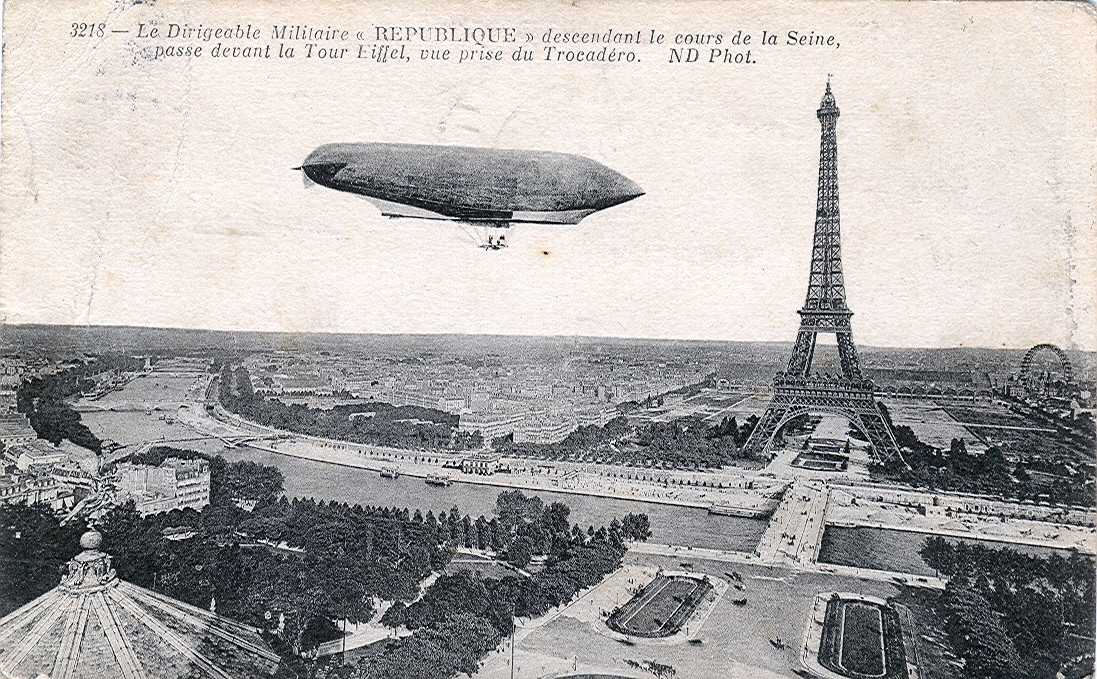
1908~1909년 트로카데로 정원 위를 날아다니는 비행선

트로카데로 정원 서쪽에는 1871년 파리 코뮌 사태 당시 화재로 전소된 건물들의 잔해가 설치되었는데 오늘날까지도 그 자리에 남아 있다. 튀일리 궁전의 창틀과 옛 파리 시청사의 지붕창틀이 그것이다.

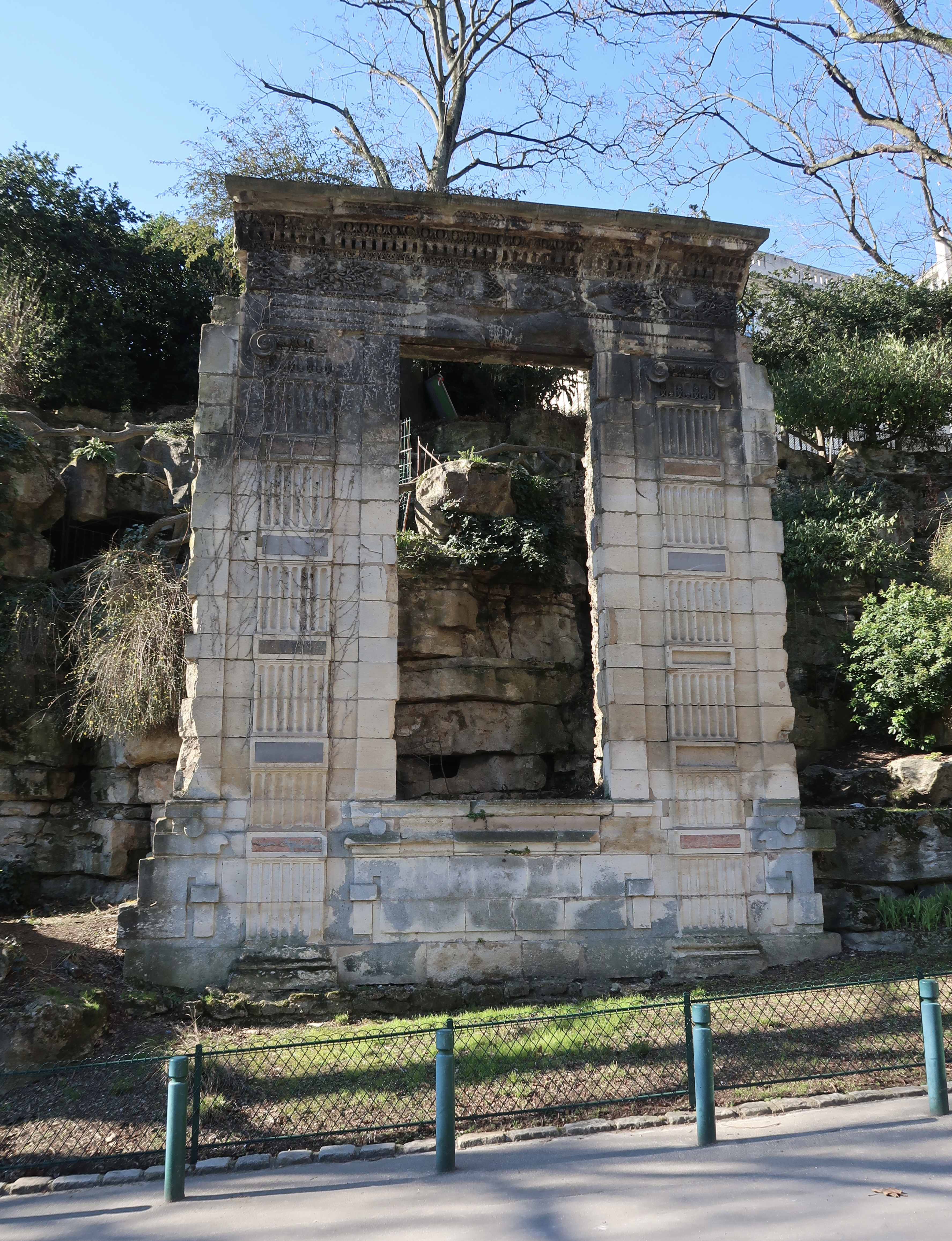
튀일리 궁전 창틀
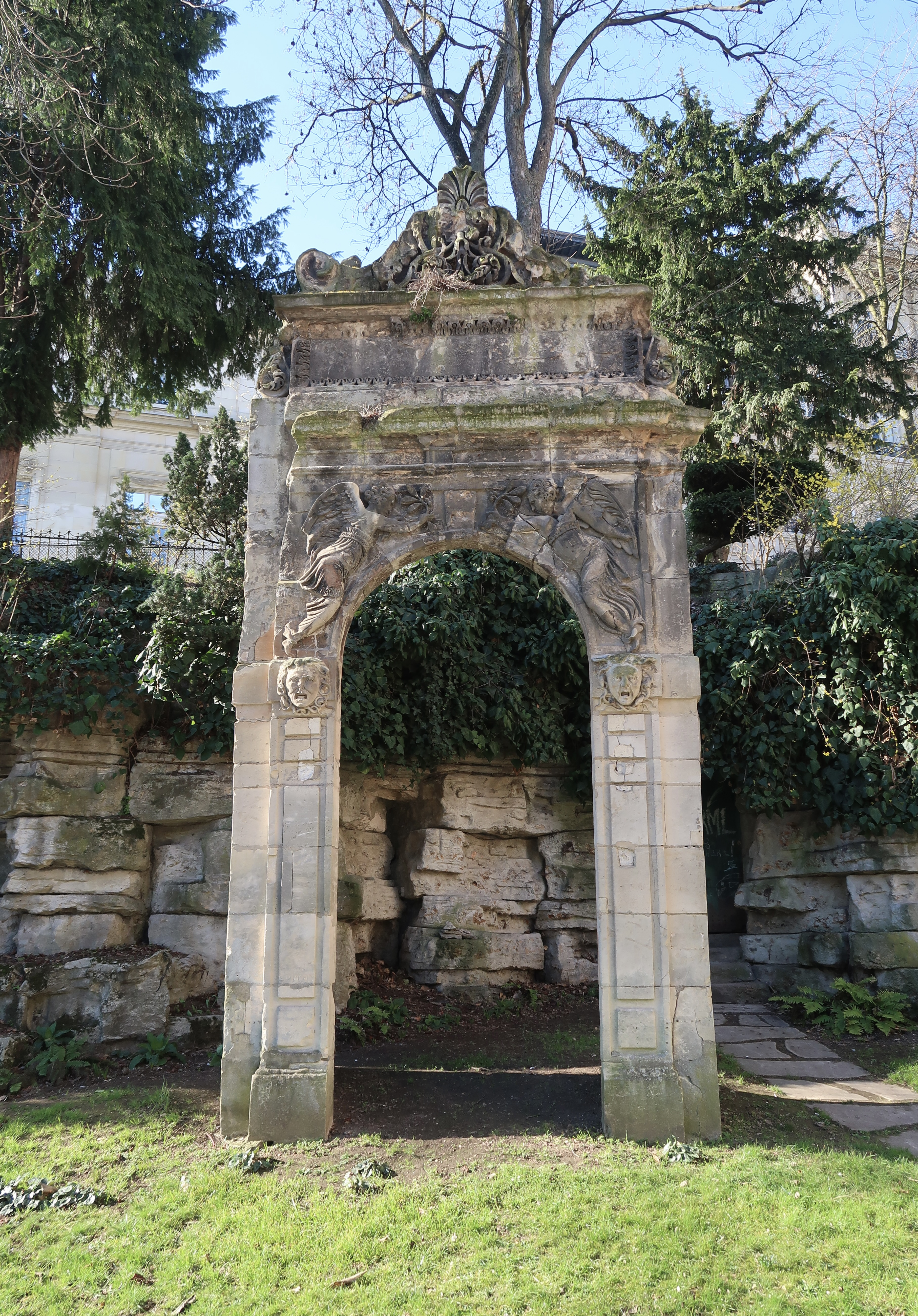
옛 파리 시청사 지붕창틀

1900년 만국 박람회 당시 각국 전시관은 오르세길 (quai d'Orsay)의 '만국로' (rue des Nations)에 설치되었는데, 러시아 제국관만큼은 규모가 거대해 다른 전시관과 함께 설치될 수 없어 트로카데로 정원 오른편에 설치되었다. 당시 러시아관은 '트로카데로 크렘린' (Kremlin du Trocadero)라는 별명이 붙여졌으며, 앙리 제르베의 그림 <니콜라이 2세의 대관식>이 전시되어 있었다. 이 그림은 현재 오르세 미술관에 소장되어 있다.

### 1937년 세계 박람회

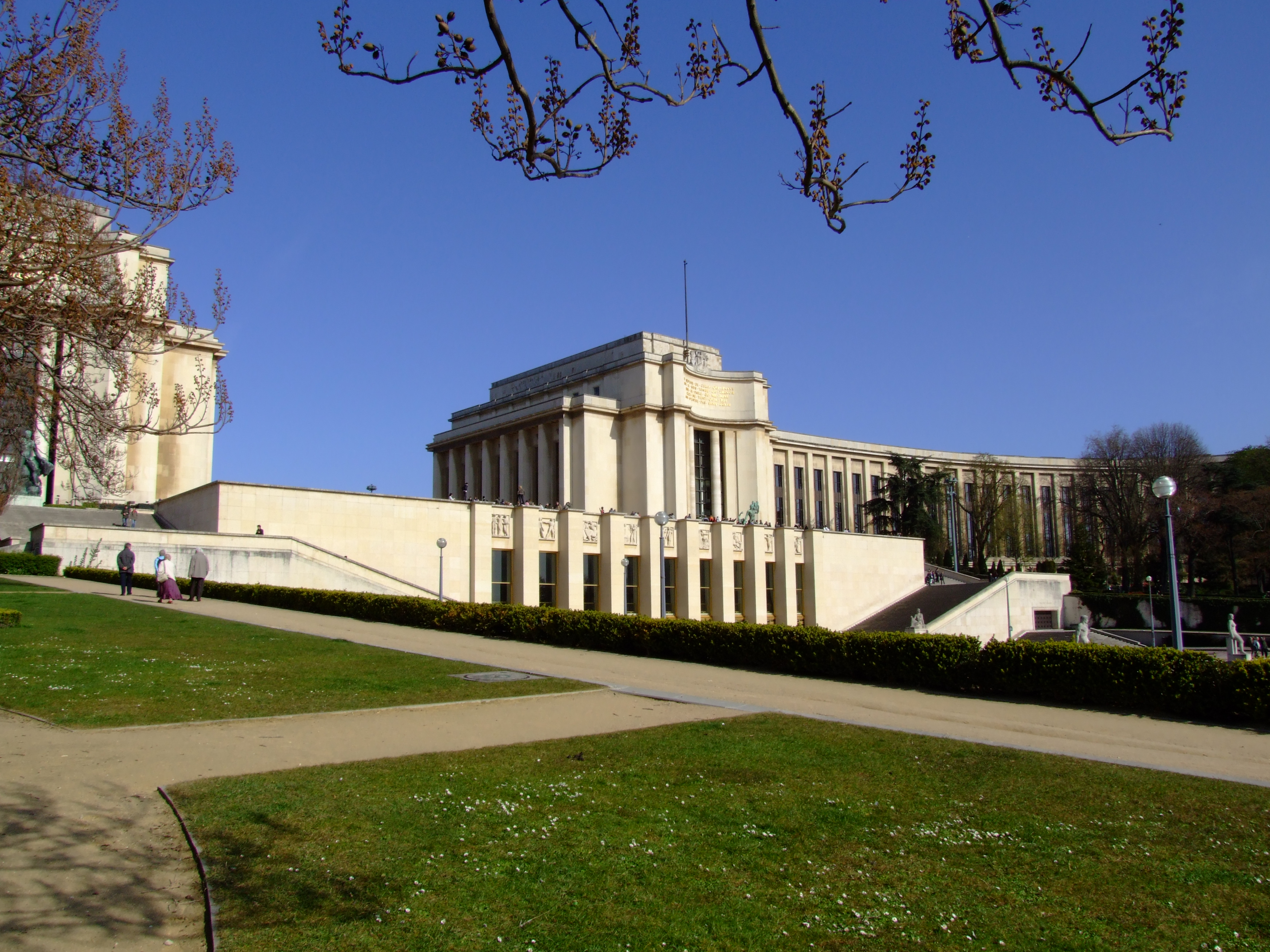
정원에서 본 트로카데로 궁전의 일부 (왼쪽)

이후 1937년 세계 박람회의 개최 장소 중 하나로 선정되면서 트로카데로 정원 재조성 계획이 세워졌고, 건축가 로제르앙리 엑스페르 (Roger-Henri Expert)가 아돌프 티에르 (Adolphe Tiers)와 폴 메트르 (Paul Maître)와 함께 새 공원 설계에 나섰는데, 이것이 오늘날 남아있는 정원의 모습이다. 정원 한쪽에는 박람회 본관인 샤요 궁전 (Palais de Chaillot)가 신축되었으나, 정원 자체의 '분수', '식재', '수족관'의 3가지 요소는 고스란히 간직하게 되었다.

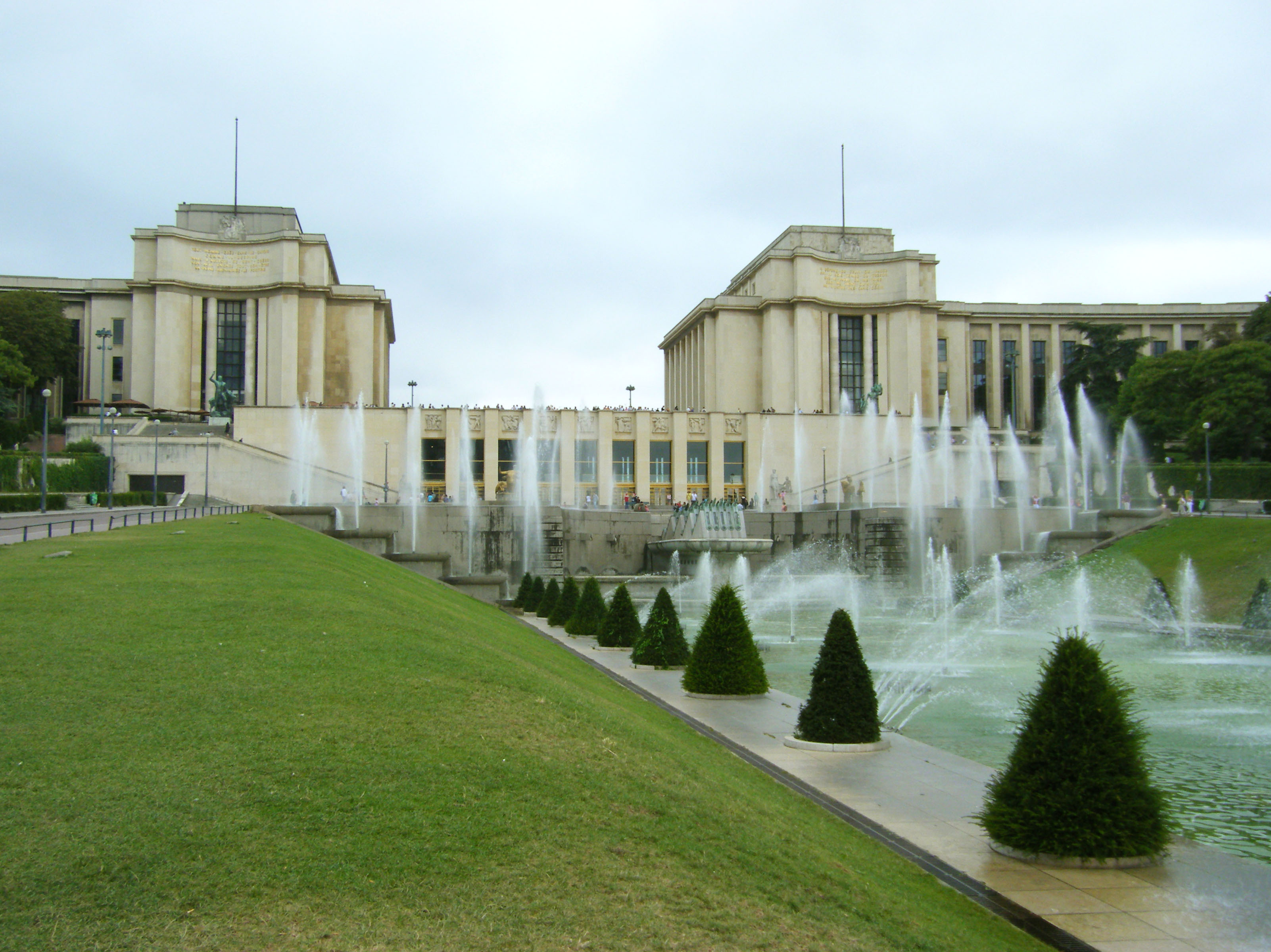
샤요 궁전과 바르샤바 분수

식재 구역은 구불구불한 산책로나 작은 분수, 바위, 다리 등의 배치 방식에서 19세기 제2제국 양식을 유지하였다. 그러나 식재 구역 내에서 석조건물 일대는 전간기 기념건축 양식에 크게 의지하였다. 특히 정원의 중심에 자리한 트로카데로 분수 (일명 바르샤바 분수)는 계단식으로 된 주변부 웅덩이가 중앙의 큰 웅덩이를 지배하는 구조로 되어 있으며, 분수의 경우 56개의 물줄기를 이루고 8개의 분수계단으로 마감되어 있다. 트로카데로 분수는 1867년 박람회 당시에도 분수가 설치되어 있었으며, 1900년 만국박람회 기간에는 프랑스 식민지와 보호령의 전시관이 설치되었던 자리이기도 하다.
정원 내에는 다수의 조각품이 설치되어 있으며 이는 동시기 현대미술관 궁전에 설치된 조각품과 같은 배경에서 제작된 것이다. 대다수 조각품은 1930년대에 제작되었으며, 대공황 시기였던 관계로 여러 조각가에 제작을 의뢰하여 설치되었다. 프랑스 역사학자 파스칼 오리 (Pascal Ory)는 이들 조각품에 대해 "이렇게 분산된 결과로 맥락의 통일성과 도상학적 일관성이 제대로 보장되지는 못했다"고 평했다. 분수 중앙에는 조르주 뤼시앙 기요 (Georges Lucien Guyot)의 금박을 입힌 개와 말머리 청동상과, 폴 조브 (Paul Jouve)의 사슴과 황소머리 청동상이 설치되어 있으며, 계단부에는 루이제메 르죈 (Louis-Aimé Lejeune)과 로베르 윌레리크 (Robert Wlérick)의 석상 <꽃>과 <포모나>, 피에르 트라베르스 (Pierre Traverse)와 다니엘 바케 (Daniel Bacqué)의 <남자>와 <여자>상이 설치되어 있다.

## 현재
오늘날 관광객과 파리 시민들이 에펠탑 전경을 바라볼 수 있는 곳으로 많이 찾고 있다. 날씨가 더울 때에는 센강 쪽으로 이동해 더위를 식히는 경우가 많다. 센강변 쪽으로 이어지는 경사로에서 롱보드나 롤러블레이드를 타는 라이더들이 자주 보인다.
정원 안쪽으로 나시옹쥐니 거리 (Avenue des Nations-Unies)가 두 차례 가로지른다. 이 거리를 지나가려는 행인들을 위해 두 개의 지하통로가 뚫려 있는데 1937년 만국박람회 당시에 설치되었다.
중앙 분수대를 둘러싼 산책로는 여러 군주의 명칭을 따서 이름이 붙여졌다. 서쪽에서 동쪽 방면으로 각 길의 이름은 '모나코의 알베르 1세 거리' (avenue Albert-1er-de-Monaco), '요르단 후세인 1세 거리' (avenue Hussein-1er-de-Jordanie), '스웨덴 구스타프 5세 거리' (avenue Gustave-V-de-Suède)이다. 인권 광장 (Parvis des droits de l'homme) 아래에는 '조제프 르생스키 산책로' (esplanade Joseph-Wresinski)가 있다.
2021년 여름에는 2020년 도쿄 올림픽 대회를 관람할 수 있는 공간으로 일시 탈바꿈했다. 트로카데로 분수는 물을 빼고 무대 공간으로 바뀌었으며, 올림픽 폐막식 당시 파리의 차기 개최지 공연에서 생중계로 연결되기도 했다. 추후 더 큰 가설무대를 설치하여 2024년 하계 올림픽의 개막식 공식 행사가 치러질 계획이다.

트로카데로 정원 지도

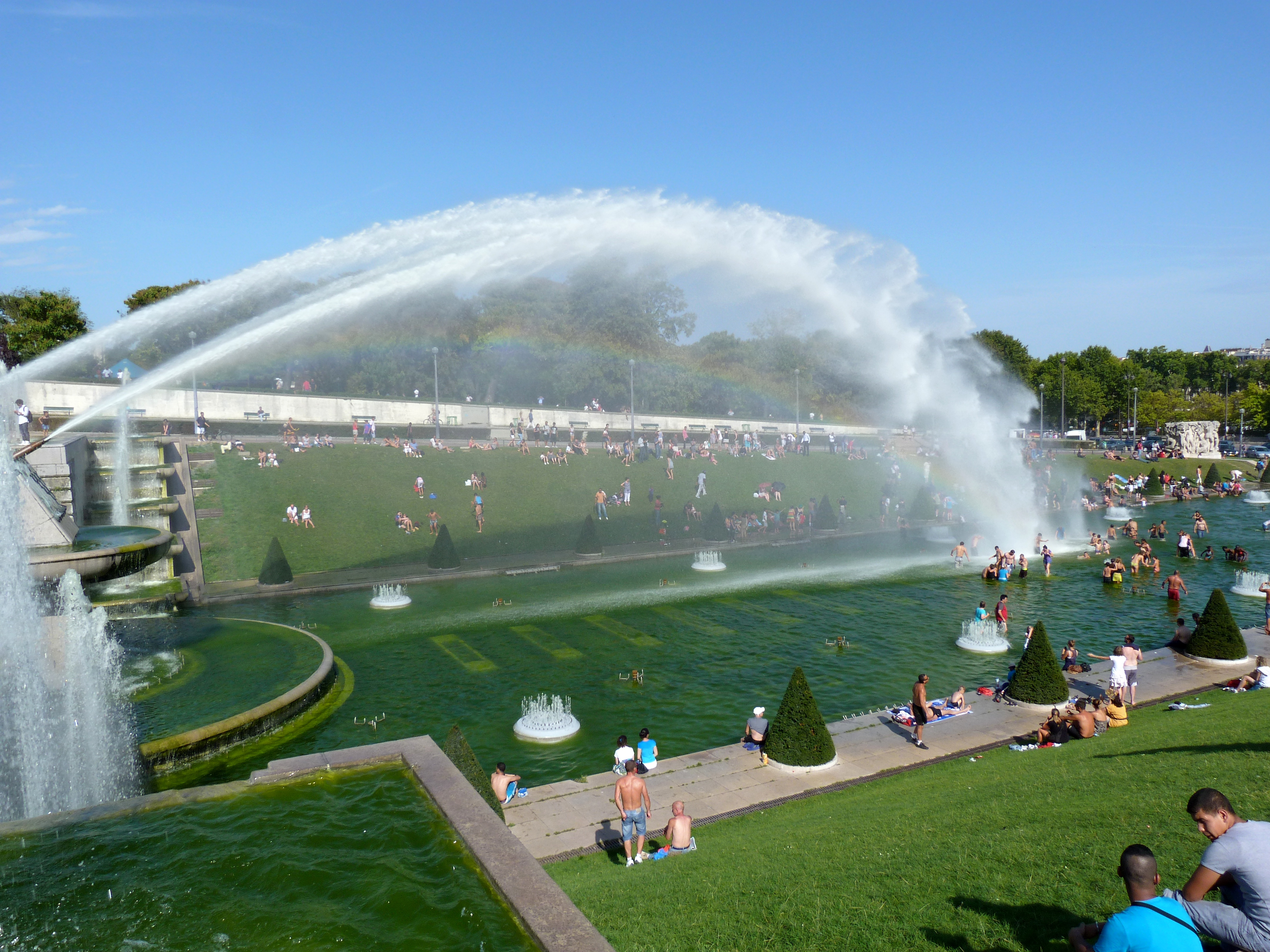
정원 중앙 분수
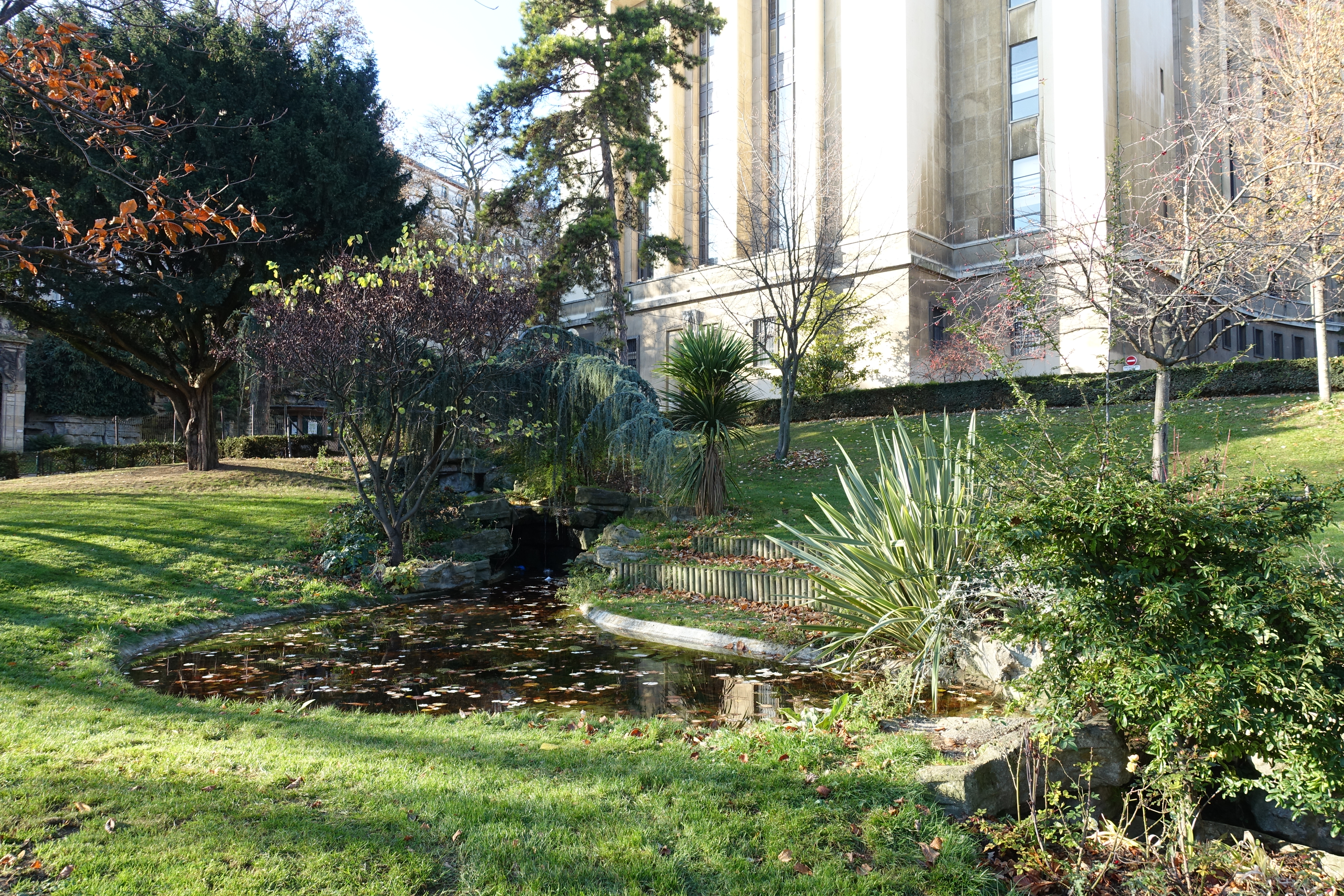
정원 서쪽
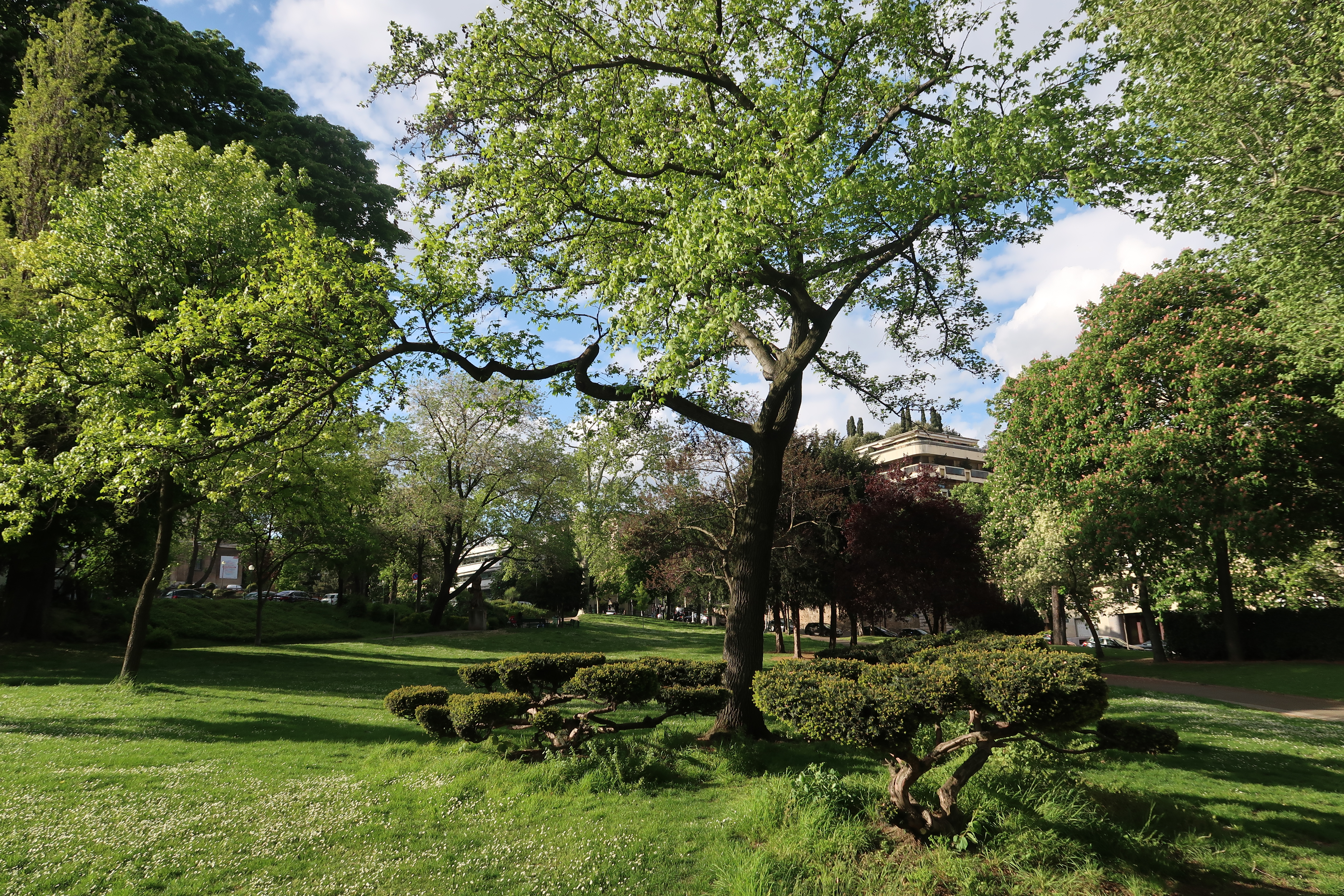
여름 풍경 (정원 동쪽)
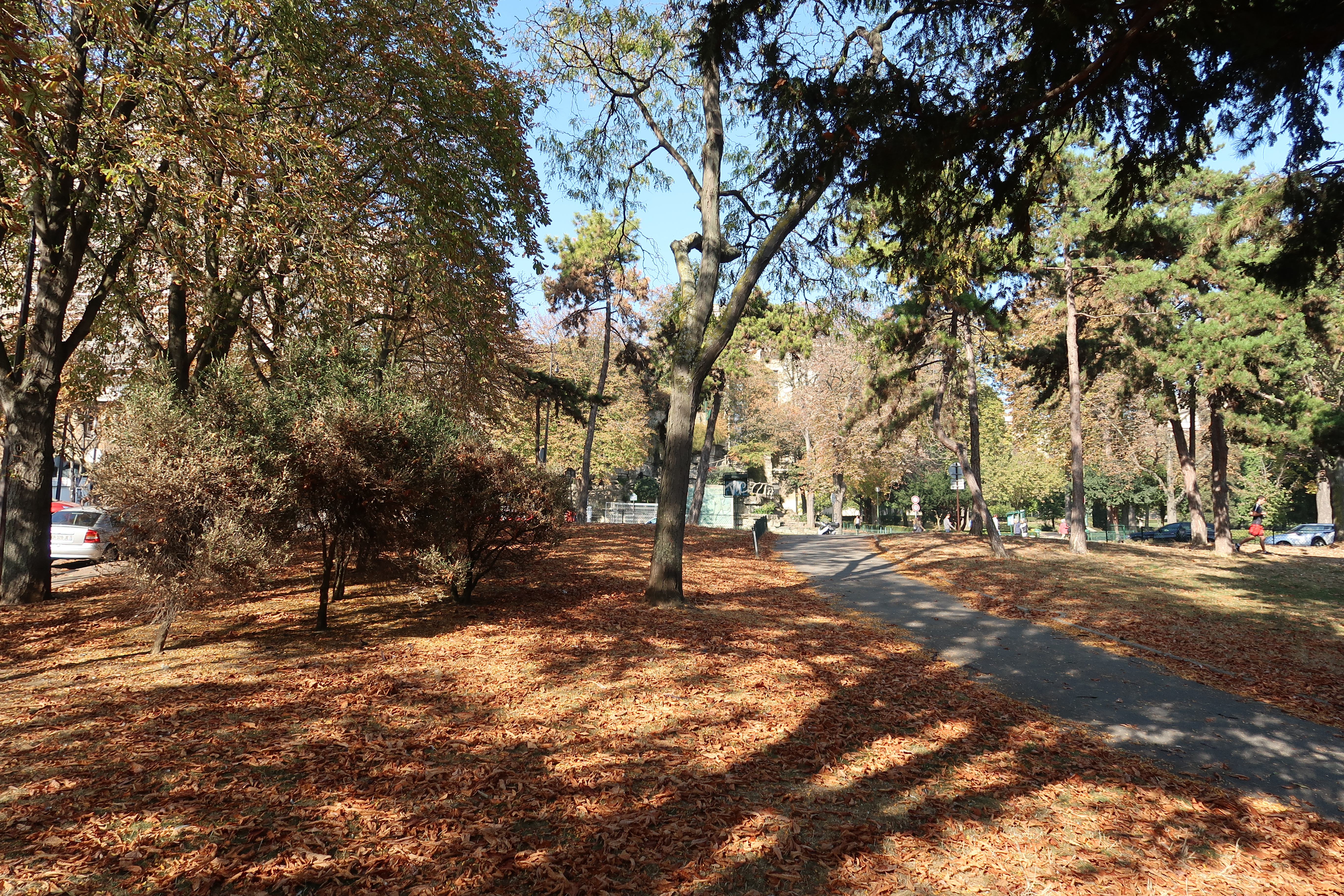
가을 풍경
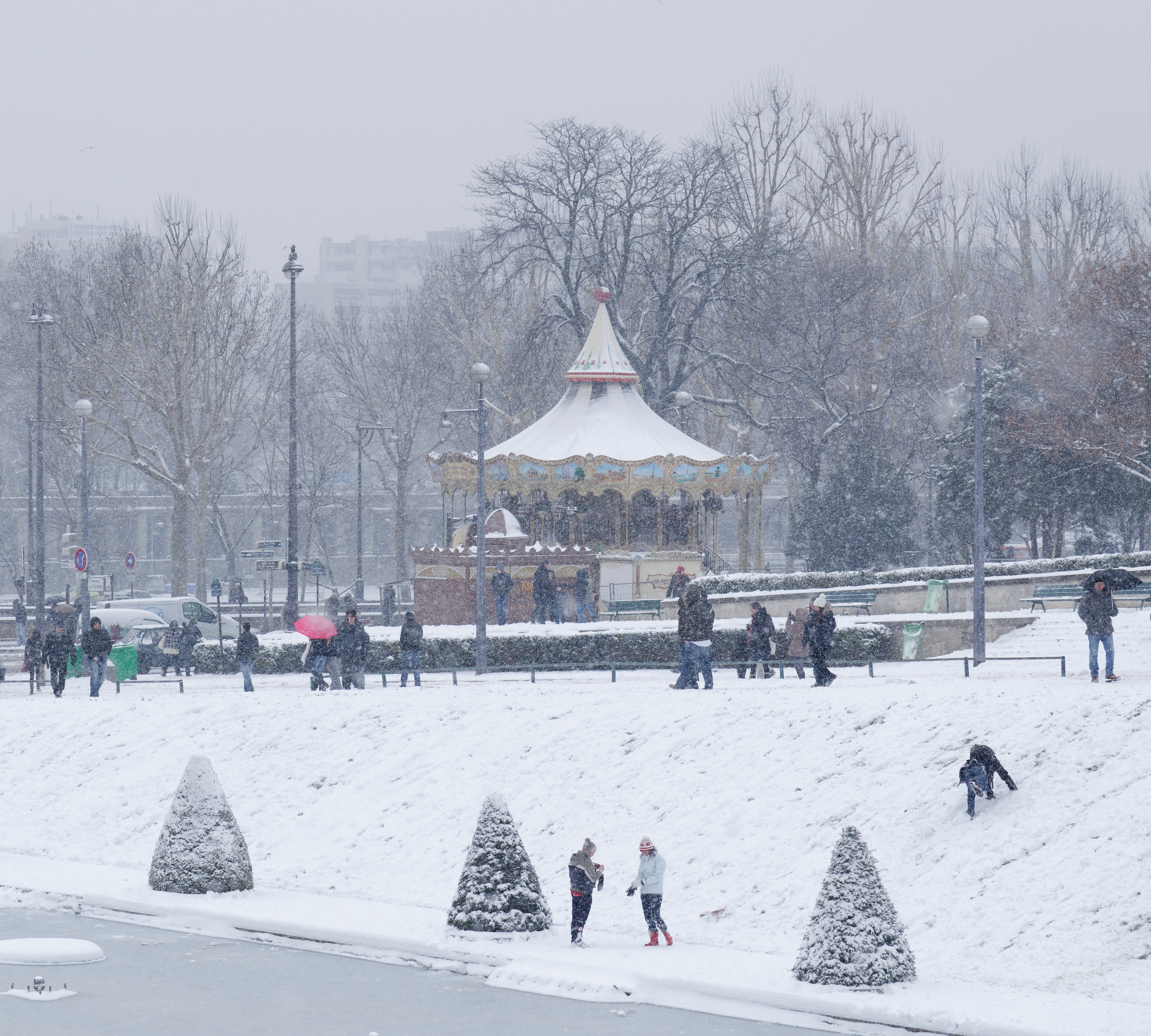
겨울 풍경
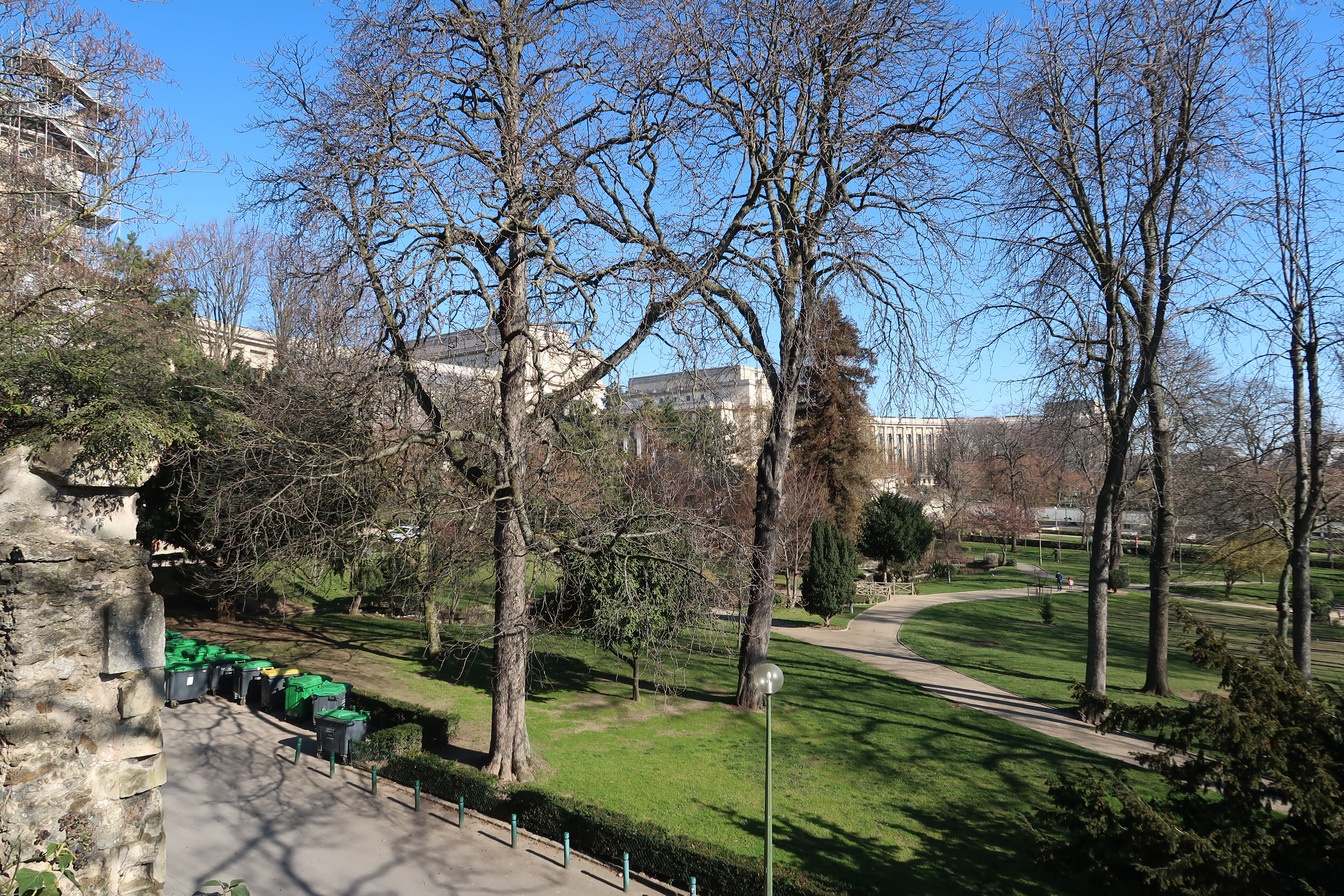
겨울 풍경
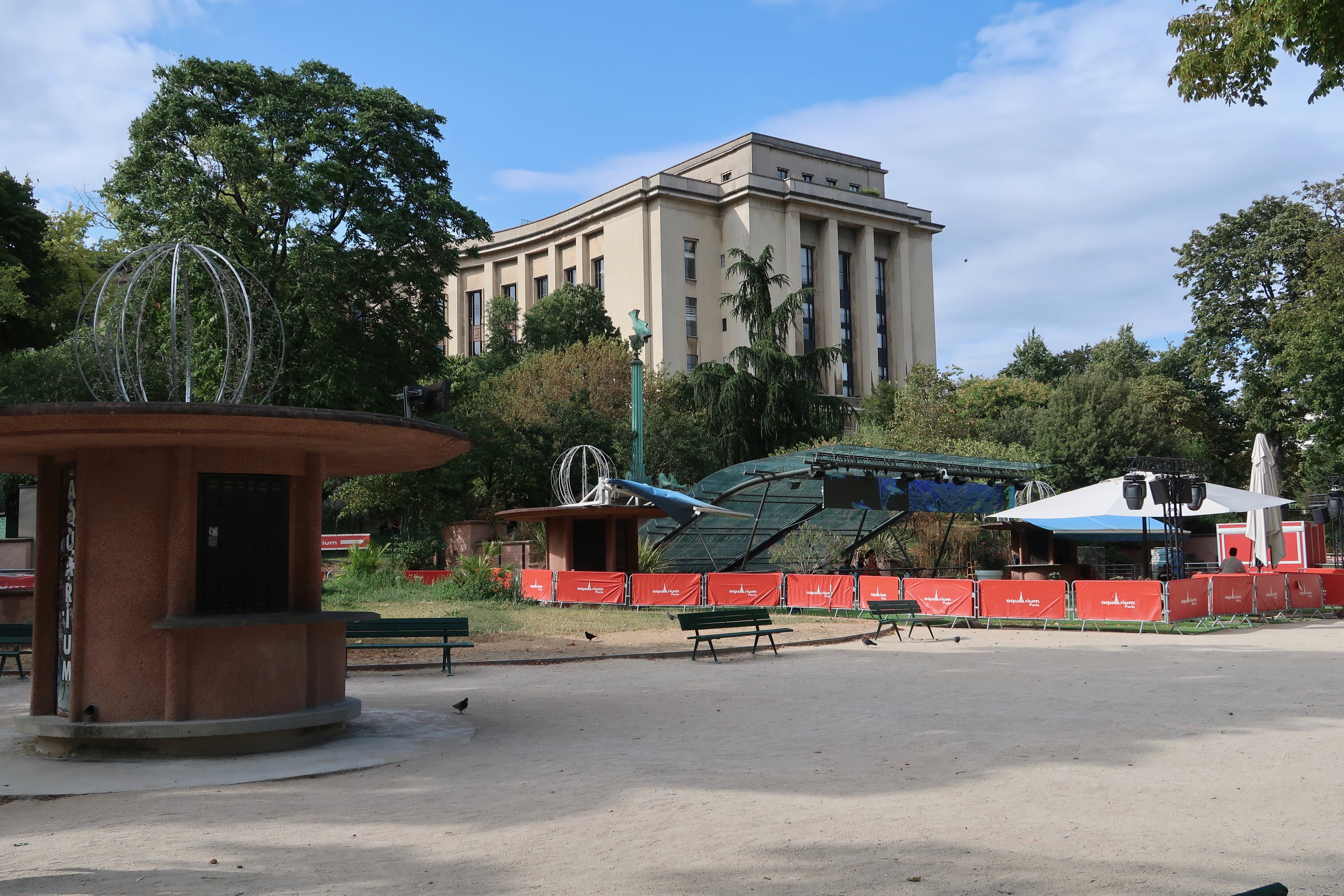
수족관 입구

## 같이 보기
- 파리 16구
- 트로카데로 분수
- 샤요 지구
- 파리의 정원 목록